# Maharani Chimnabai
Maharani Chimnabai, także Chimnabai II, właśc. Shrimant Lakshmibai Mohite (ur. 1872, zm. 23 sierpnia 1958) – indyjska arystokratka, druga żona maharadży Sayajirao Gaekwada z księstwa Baroda w stanie Gudźarat w Indiach Brytyjskich. Pierwsza przewodnicząca All India Women's Conference (AIWC).

## Życiorys
Za Sayajirao Gaekwada wyszła w 1885.
Działała na rzecz edukacji dziewcząt, zniesienia purdah i małżeństw dzieci. W 1927 została pierwszą przewodniczącą All India Women's Conference (AIWC). W 1911 wydała traktat Pozycja kobiet w życiu Hindusów.
Jej córka Indira Devi została małżonką Jitendry Narayana, maharadży Cooch Behar.